# Whoracle
Whoracle je leta 1997 izdani album metalne skupine In Flames in je njihov 3. zaporedni album.

## Vrstni red skladb
1. Jotun
2. Food For The Gods
3. Gyroscope
4. Dialogue With The Stars
5. The Hive
6. Jester's Script Transfigured
7. Morphing Into Primal
8. Worlds Within The Margin
9. Episode 666
10. Everything Counts
11. Whoracle